# Mengenwertige Abbildung
Eine mengenwertige Abbildung (auch mengenwertige Funktion genannt) ist eine spezielle Abbildung in der Mathematik, bei der die Elemente des Zielraumes Mengen sind. Sie finden beispielsweise Anwendung in der Spieltheorie und in der Statistik. Als Mengenfunktion bezeichnet man im Gegensatz dazu meist eine Funktion, deren Definitionsmenge ein Mengensystem ist.

## Definition
Sei {\displaystyle {\mathcal {M}}} ein Mengensystem über der Grundmenge {\displaystyle W}, also {\displaystyle {\mathcal {M}}\subseteq {\mathcal {P}}(W)}. Dann heißt eine Abbildung
{\displaystyle \varphi \colon V\to {\mathcal {M}}}
eine mengenwertige Abbildung. Dabei ist die Definitionsmenge {\displaystyle V} beliebig. Die Elemente der Zielmenge {\displaystyle {\mathcal {M}}} sind also wiederum Mengen.

## Beispiele
- Die Abbildung {\displaystyle \varphi \colon \mathbb {R} \to {\mathcal {P}}(\mathbb {R} )} definiert durch {\displaystyle \varphi (x)=[0,x]} ist eine mengenwertige Abbildung.
- Ist {\displaystyle f\colon D\to Z} eine Funktion, dann ist die Abbildung, die jedem {\displaystyle y\in Z} das Urbild {\displaystyle f^{-1}(\{y\})} zuordnet, eine mengenwertige Abbildung {\displaystyle Z\to {\mathcal {P}}(D)}.
- Außerdem ist die Abbildung, die jedem Punkt {\displaystyle x\in D} sein konvexes Subdifferential {\displaystyle \partial f(x)} zuordnet, eine mengenwerte Abbildung.
- Allgemeiner ist jede Mengenfamilie und damit auch jede Mengenfolge eine mengenwertige Abbildung.

## Verwendung
Mengenwertige Funktionen werden beispielsweise in der Spieltheorie verwendet, um die Wohldefiniertheit der arg-max-Funktion zu garantieren. Diese liefert zu einer gegebenen Funktion ihre Maximalstellen. Außerdem finden sie Verwendung in der Statistik, wo sie zur Bestimmung von Konfidenzintervallen mit Hilfe von Bereichsschätzern genutzt werden. Bereichsschätzer sind mengenwertige Funktionen, die jeder Beobachtung eines statistischen Experimentes eine Menge (meist ein Intervall, eine Kugel oder eine Ellipse) zuordnet. Wählt man diese Mengen und die entsprechenden Schätzer passend, so erhält man dann ein Konfidenzintervall zum passenden Irrtumsniveau.